# ウェリントン公爵
ウェリントン公爵（英: Duke of Wellington）は、イギリスの公爵位。連合王国貴族爵位。
ナポレオン戦争の英雄初代ウェリントン侯爵アーサー・ウェルズリーが1814年に叙されたのに始まる。連合王国貴族の中では筆頭となる爵位である。
爵位名はイングランド南西部、サマセットにあるウェリントンにちなむ。

## 歴史

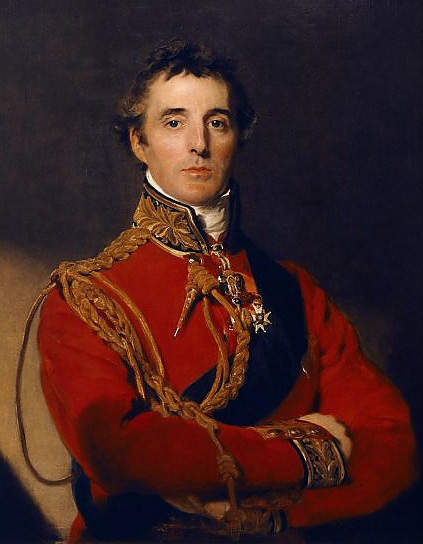
初代ウェリントン公爵アーサー・ウェルズリー（サー・トマス・ローレンス画、1814年）

アイルランド貴族の初代モーニントン伯ギャレット・ウェズリー（1735年 – 1781年）の三男アーサー・ウェルズリー（1769年 - 1852年）は、陸軍軍人となり、1809年からナポレオン戦争の半島戦争でイギリス・ポルトガル連合軍の指揮をとった。1815年のナポレオンの百日天下後にはワーテルローの戦いでイギリス軍主体の反仏連合軍の指揮を執ってナポレオンを再度の失脚に追い込んだことで知られる。
戦功により、1809年9月4日にはサマセット州におけるタラヴェラ＝ウェリントンのウェリントン子爵(Viscount Wellington of Talavera and of Wellington in the County of Somerset)とサマセット州におけるウェルズリーのドゥロ男爵(Baron Douro, of Wellesley in the County of Somerset)に、1812年2月28日にはウェリントン伯爵(Earl of Wellington)に、1812年10月3日にはウェリントン侯爵(Marquess of Wellington)に、そして1814年5月11日にはウェリントン公爵(Duke of Wellington)とドゥロ侯爵(Marquess Douro)に叙された（以上全て連合王国貴族）。
加えて初代公は、外国からも爵位を受けた。ポルトガル王国の爵位としてヴィトリア公爵（Duque da Vitória; 1812年叙位、ビトリアの戦いにちなむ。ただしビトリア＝ガステイスはスペイン領）、トレス・ヴェドラス侯爵（Marquês de Torres Vedras; 1812年叙位、彼がリスボン防衛のために築いたトレス・ヴェドラス線（Lines of Torres Vedras）にちなむ）・ヴィメイロ伯爵（Conde do Vimeiro; 1811年叙位、ヴィメイロの戦い（Battle of Vimeiro）にちなむ）に、スペイン王国の爵位としてシウダ・ロドリーゴ公爵（Duque de Ciudad Rodrigo; 1812年叙位、シウダ・ロドリーゴ攻城戦（Siege of Ciudad Rodrigo）にちなむ）に、ネーデルラント連合王国の爵位としてワーテルロー公（Prins van Waterloo; 1815年叙位、ワーテルローの戦いにちなむ。ただしワーテルローは現在ベルギー領）に叙されている。
2代公アーサー・ウェルズリー（1807年 - 1884年）は、1863年に従兄弟の息子にあたる5代モーニントン伯爵ウィリアム・ポール＝ティルニー＝ロング＝ウェルズリー（1813年 - 1863年）からモーニントン伯爵(Earl of Mornington)、ミース州におけるダンガン城のウェルズリー子爵(Viscount Wellesley, of Dangan Castle in the County of Meath)、モーニントン男爵(Baron of Mornington)を相続した（以上の3爵位はアイルランド貴族）。このため現在、ウェリントン公爵にはこれらの爵位が付属する。公爵位の法定推定相続人はドゥロ侯爵を、ドゥロ侯爵の法定推定相続人はモーニントン伯爵を儀礼称号として称する。
6代公ヘンリー・ウェルズリー（1912年 - 1943年）は第二次世界大戦に従軍して戦死した。6代公には子供がなかったため、叔父のジェラルド・ウェルズリー（1885年 - 1972年）が7代公を継承した。この際にスペインの爵位シウダ・ロドリゴ公爵位のみ6代公の姉アン・リース（1910年 – 1998年）が継承したが、彼女は1949年に同爵位を7代公に譲っている。
2016年現在の当主は9代公アーサー・チャールズ・ヴァレリアン・ウェルズリー（1945年 - ）である。彼は襲爵前の1979年から1989年にかけて欧州議会の議員を務めていた。また襲爵後の2015年9月から世襲貴族の互選による世襲貴族枠の貴族院議員となっている。

邸宅はハンプシャー・ベイジングストークにあるストラトフィールド・セイ・ハウスとロンドン・ピカデリーにあるアプスリー・ハウスである。家訓は「勇気が幸運を呼ぶ（Virtutis Fortuna Comes）」。

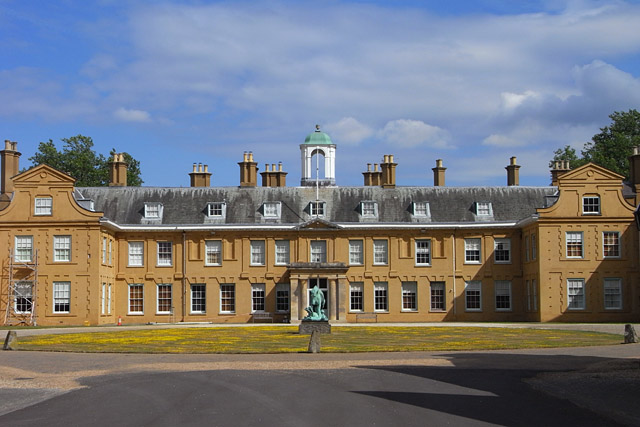
公爵家の邸宅ストラトフィールド・セイ・ハウス（英語版）
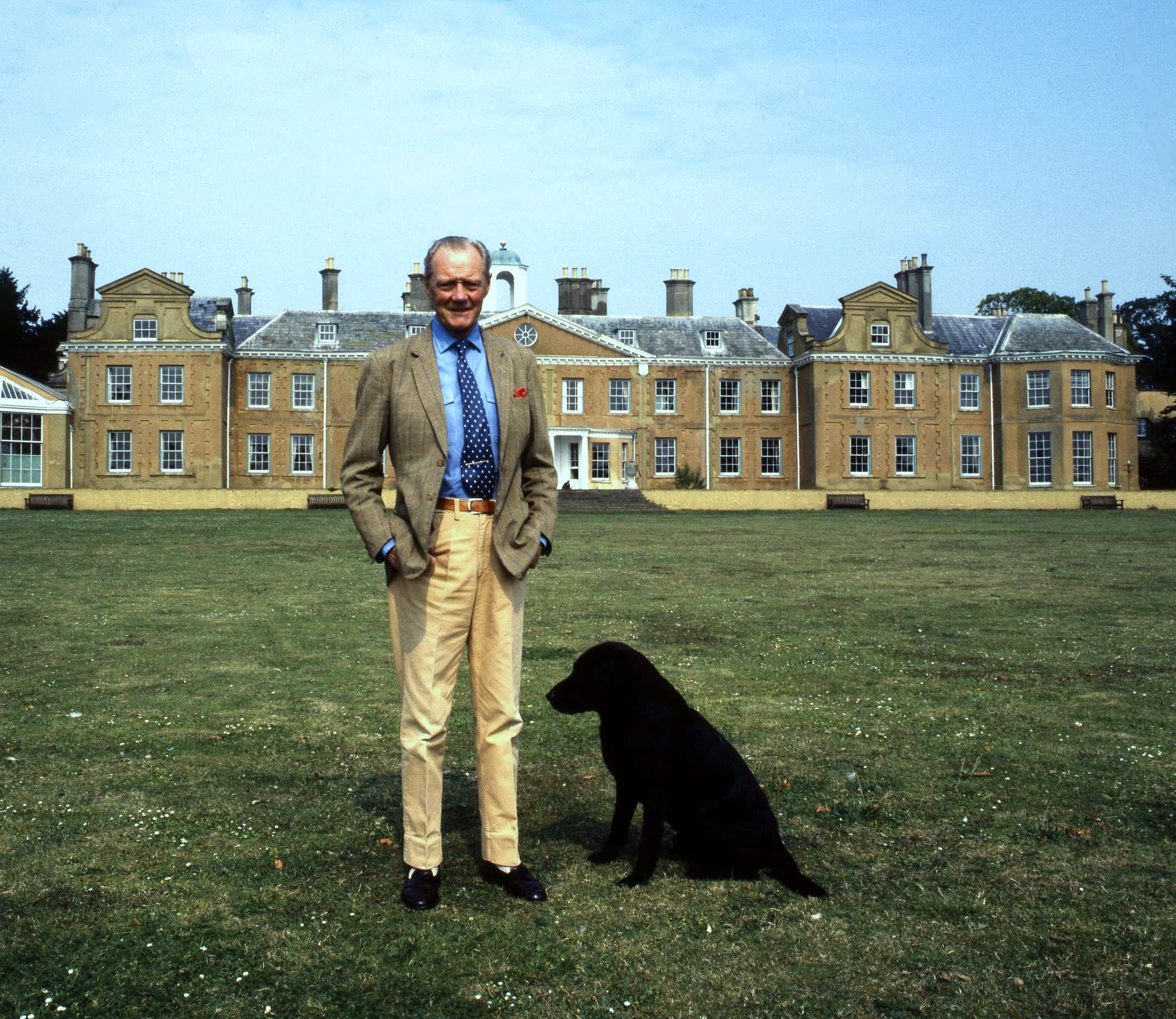
邸宅ストラトフィールド・セイ・ハウス（英語版）をバックに立つ第8代ウェリントン公爵アーサー・ヴァレリアン・ウェルズリー（1986年撮影）
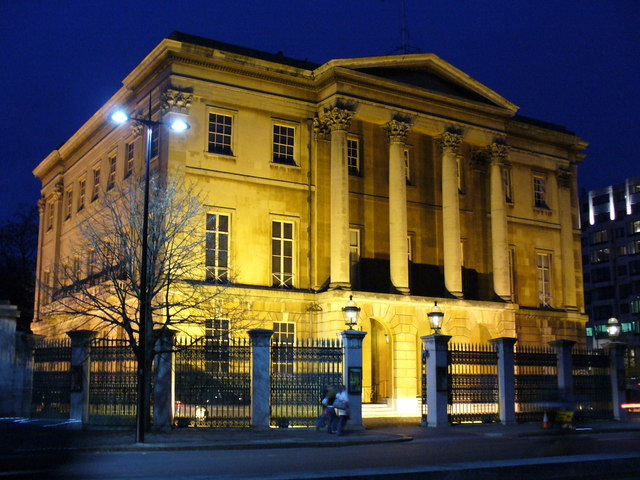
ウェリントン公爵家のロンドンの邸宅アプスリー・ハウス（2006年撮影）

## 現当主の保有爵位
現在の当主アーサー・チャールズ・ウェルズリーは以下の爵位を保有している。

### イギリス爵位
- 第9代ウェリントン公爵 (9th Duke of Wellington)
(1814年5月11日の勅許状による連合王国貴族爵位)
- 第9代ウェリントン侯爵 (9th Marquess of Wellington)
(1812年10月3日の勅許状による連合王国貴族爵位)
- 第9代ドゥロ侯爵 (9th Marquess Douro)
(1814年5月11日の勅許状による連合王国貴族爵位) ※法定推定相続人の儀礼称号
- 第13代モーニントン伯 (13th Earl of Mornington)
(1760年10月2日の勅許状によるアイルランド貴族爵位) ※法定推定相続人の法定推定相続人の儀礼称号
- 第9代ウェリントン伯爵 (9th Earl of Wellington)
(1812年2月28日の勅許状による連合王国貴族爵位)
- ミース州におけるダンガン城の第13代ウェルズリー子爵 (13th Viscount Wellesley, of Dangan Castle in the County of Meath)
(1760年10月2日の勅許状によるアイルランド貴族爵位)
- サマセット州におけるタラヴェラ＝ウェリントンの第9代ウェリントン子爵 (9th Viscount Wellington, of Talavera and Wellington in the County of Somerset)
(1809年9月4日の勅許状による連合王国貴族爵位)
- 第14代モーニントン男爵 (14th Baron Mornington)
(1746年7月9日の勅許状によるアイルランド貴族爵位)
- サマセット州におけるウェルズリーの第9代ドゥロ男爵 (9th Baron Douro, of Wellesley in the County of Somerset)
(1809年9月4日の勅許状による連合王国貴族爵位)

### 外国爵位
- 第10代シウダ・ロドリゴ公爵 (10º Ducado de Ciudad Rodrigo)
(1812年創設スペイン貴族爵位)
- 第9代ワーテルロー公爵（オランダ語版） (9e Prins van Waterloo)
(1815年創設のオランダ貴族爵位)
- 第9代ヴィトーリア公爵 (9º Duque da Vitória)
(1812年創設ポルトガル貴族爵位)
- 第9代トレシュ・ベドラシュ侯爵 (9º Marques de Torres Vedras)
(1812年創設ポルトガル貴族爵位)
- 第9代ヴィメイロ伯爵 (9º Conde do Vimeiro)
(1811年創設ポルトガル貴族爵位)

## 一覧

### ウェリントン子爵 （1809年）
- 初代ウェリントン子爵アーサー・ウェルズリー （1769年 - 1852年）
  - 1812年2月、ウェリントン伯爵に叙位

### ウェリントン伯爵 （1812年）
- 初代ウェリントン伯爵アーサー・ウェルズリー （1769年 - 1852年）
  - 1812年10月、ウェリントン侯爵に叙位

### ウェリントン侯爵 （1812年）
- 初代ウェリントン侯爵アーサー・ウェルズリー （1769年 - 1852年）
  - 1814年、ウェリントン公爵に叙位

### ウェリントン公爵 （1814年）
- 初代ウェリントン公爵アーサー・ウェルズリー （1769年 - 1852年）
- 2代ウェリントン公爵アーサー・リチャード・ウェルズリー （1807年 - 1884年）
- 3代ウェリントン公爵ヘンリー・ウェルズリー （1846年 - 1900年）
- 4代ウェリントン公爵アーサー・リチャード・ウェルズリー （1849年 - 1934年）
- 5代ウェリントン公爵アーサー・ヘンリー・ウェルズリー（英語版） （1876年 - 1941年）
- 6代ウェリントン公爵ヘンリー・ヴァレリアン・ジョージ・ウェルズリー （1912年 - 1943年）
- 7代ウェリントン公爵ジェラルド・ウェルズリー（英語版） （1885年 - 1972年）
- 8代ウェリントン公爵アーサー・ヴァレリアン・ウェルズリー （1915年 - 2014年）
- 9代ウェリントン公爵アーサー・チャールズ・ヴァレリアン・ウェルズリー （1945年 - ）
  - 法定推定相続人は9代公の長男であるドゥロ侯爵（儀礼称号）アーサー・ジェラルド・ウェルズリー（1978年 - ）
    - ドゥロ侯爵の法定推定相続人はその長男であるモーニントン伯爵(儀礼称号)アーサー・ダーシー・ウェルズリー（2010年 - ）

## 系図
|  |  |                      |                      |                      |                      |                      |                      |                                                                                               |                                                                                               | | | | | 1746年モーニントン男爵 | |                      |  | | | | | | | | | | | | | | |  |  |                                                                              |                                                                              |                                                                              |                                                                              |                                                                              |                                                                              |  |  |                                                     |                                                     |                                                     |                                                     |                                                     |                                                     |  |  |  |  |
|  |  |                      |                      |                      |                      |                      |                      |                                                                                               |                                                                                               | | | | | 初代モーニントン男爵 リチャード・ウェズリー (1690頃–1758)                                                                  | |                      |  | | | | | | | | | | | | | | |  |  |                                                                              |                                                                              |                                                                              |                                                                              |                                                                              |                                                                              |  |  |                                                     |                                                     |                                                     |                                                     |                                                     |                                                     |  |  |  |  |
|  |  |                      |                      |                      |                      |                      |                      |                                                                                               |                                                                                               | | | | | | |                      |  | | | | | | | | | | | | | | |  |  |                                                                              |                                                                              |                                                                              |                                                                              |                                                                              |                                                                              |  |  |                                                     |                                                     |                                                     |                                                     |                                                     |                                                     |  |  |  |  |
|  |  |                      |                      |                      |                      |                      |                      |                                                                                               |                                                                                               | | | | | 1760年モーニントン伯 | |                      |  | | | | | | | | | | | | | | |  |  |                                                                              |                                                                              |                                                                              |                                                                              |                                                                              |                                                                              |  |  |                                                     |                                                     |                                                     |                                                     |                                                     |                                                     |  |  |  |  |
|  |  |                      |                      |                      |                      |                      |                      |                                                                                               |                                                                                               | | | | | 初代モーニントン伯爵 2代モーニントン男爵 ギャレット・ウェズリー (1735–1781)                                                | |                      |  | | | | | | | | | | | | | | |  |  |                                                                              |                                                                              |                                                                              |                                                                              |                                                                              |                                                                              |  |  |                                                     |                                                     |                                                     |                                                     |                                                     |                                                     |  |  |  |  |
|  |  |                      |                      |                      |                      |                      |                      |                                                                                               |                                                                                               | | | | | | |                      |  | | | | | | | | | | | | | | |  |  |                                                                              |                                                                              |                                                                              |                                                                              |                                                                              |                                                                              |  |  |                                                     |                                                     |                                                     |                                                     |                                                     |                                                     |  |  |  |  |
|  |  |                      |                      |                      |                      |                      |                      |                                                                                               |                                                                                               | | | | | | |                      |  | | | | | | | | | | | | | | |  |  |                                                                              |                                                                              |                                                                              |                                                                              |                                                                              |                                                                              |  |  |                                                     |                                                     |                                                     |                                                     |                                                     |                                                     |  |  |  |  |
|  |  | 1799年ウェルズリー侯 | 1799年ウェルズリー侯 | 1799年ウェルズリー侯 | 1799年ウェルズリー侯 | 1799年ウェルズリー侯 | 1799年ウェルズリー侯 |                                                                                               |                                                                                               | 1821年メアリーバラ男爵 | 1821年メアリーバラ男爵 | 1821年メアリーバラ男爵 | 1821年メアリーバラ男爵 | 1821年メアリーバラ男爵 | 1821年メアリーバラ男爵 |                      |  | 1814年ウェリントン公 1812年シウダ・ロドリゴ公                                                                      | 1814年ウェリントン公 1812年シウダ・ロドリゴ公                                                                      | 1814年ウェリントン公 1812年シウダ・ロドリゴ公                                                                      | 1814年ウェリントン公 1812年シウダ・ロドリゴ公                                                                      | 1814年ウェリントン公 1812年シウダ・ロドリゴ公                                                                      | 1814年ウェリントン公 1812年シウダ・ロドリゴ公                                                                      | | | 1828年カウリー男爵                                                                                                   | 1828年カウリー男爵                                                                                                   | 1828年カウリー男爵                                                                                                   | 1828年カウリー男爵                                                                                                   | 1828年カウリー男爵                                                                                                   | 1828年カウリー男爵                                                                                                   |  |  |                                                                              |                                                                              |                                                                              |                                                                              |                                                                              |                                                                              |  |  |                                                     |                                                     |                                                     |                                                     |                                                     |                                                     |  |  |  |  |
|  |  | 1799年ウェルズリー侯 | 1799年ウェルズリー侯 | 1799年ウェルズリー侯 | 1799年ウェルズリー侯 | 1799年ウェルズリー侯 | 1799年ウェルズリー侯 | 初代ウェルズリー侯 2代モーニントン伯 3代モーニントン男爵 リチャード・ウェルズリー (1760–1842) | 初代ウェルズリー侯 2代モーニントン伯 3代モーニントン男爵 リチャード・ウェルズリー (1760–1842) | 初代ウェルズリー侯 2代モーニントン伯 3代モーニントン男爵 リチャード・ウェルズリー (1760–1842)                              | 初代ウェルズリー侯 2代モーニントン伯 3代モーニントン男爵 リチャード・ウェルズリー (1760–1842)                              | 初代ウェルズリー侯 2代モーニントン伯 3代モーニントン男爵 リチャード・ウェルズリー (1760–1842)                              | 初代ウェルズリー侯 2代モーニントン伯 3代モーニントン男爵 リチャード・ウェルズリー (1760–1842)                              | 1821年メアリーバラ男爵 | 1821年メアリーバラ男爵 |                      |  | 1814年ウェリントン公 1812年シウダ・ロドリゴ公                                                                      | 1814年ウェリントン公 1812年シウダ・ロドリゴ公                                                                      | 1814年ウェリントン公 1812年シウダ・ロドリゴ公                                                                      | 1814年ウェリントン公 1812年シウダ・ロドリゴ公                                                                      | 1814年ウェリントン公 1812年シウダ・ロドリゴ公                                                                      | 1814年ウェリントン公 1812年シウダ・ロドリゴ公                                                                      | 3代モーニントン伯 4代モーニントン男爵 初代メアリーバラ男爵 ウィリアム・ウェルズリー＝ポール (1763-1845) | 3代モーニントン伯 4代モーニントン男爵 初代メアリーバラ男爵 ウィリアム・ウェルズリー＝ポール (1763-1845) | 3代モーニントン伯 4代モーニントン男爵 初代メアリーバラ男爵 ウィリアム・ウェルズリー＝ポール (1763-1845)              | 3代モーニントン伯 4代モーニントン男爵 初代メアリーバラ男爵 ウィリアム・ウェルズリー＝ポール (1763-1845)              | 3代モーニントン伯 4代モーニントン男爵 初代メアリーバラ男爵 ウィリアム・ウェルズリー＝ポール (1763-1845)              | 3代モーニントン伯 4代モーニントン男爵 初代メアリーバラ男爵 ウィリアム・ウェルズリー＝ポール (1763-1845)              | 1828年カウリー男爵                                                                                                   | 1828年カウリー男爵                                                                                                   |  |  | 初代ウェリントン公 初代シウダ・ロドリゴ公 アーサー・ウェルズリー (1769–1852) | 初代ウェリントン公 初代シウダ・ロドリゴ公 アーサー・ウェルズリー (1769–1852) | 初代ウェリントン公 初代シウダ・ロドリゴ公 アーサー・ウェルズリー (1769–1852) | 初代ウェリントン公 初代シウダ・ロドリゴ公 アーサー・ウェルズリー (1769–1852) | 初代ウェリントン公 初代シウダ・ロドリゴ公 アーサー・ウェルズリー (1769–1852) | 初代ウェリントン公 初代シウダ・ロドリゴ公 アーサー・ウェルズリー (1769–1852) |  |  | 初代カウリー男爵 ヘンリー・ウェルズリー (1773-1847) | 初代カウリー男爵 ヘンリー・ウェルズリー (1773-1847) | 初代カウリー男爵 ヘンリー・ウェルズリー (1773-1847) | 初代カウリー男爵 ヘンリー・ウェルズリー (1773-1847) | 初代カウリー男爵 ヘンリー・ウェルズリー (1773-1847) | 初代カウリー男爵 ヘンリー・ウェルズリー (1773-1847) |  |  |  |  |
|  |  | ウェルズリー侯位廃絶 |                      |                      |                      |                      |                      | 初代ウェルズリー侯 2代モーニントン伯 3代モーニントン男爵 リチャード・ウェルズリー (1760–1842) | 初代ウェルズリー侯 2代モーニントン伯 3代モーニントン男爵 リチャード・ウェルズリー (1760–1842) | 初代ウェルズリー侯 2代モーニントン伯 3代モーニントン男爵 リチャード・ウェルズリー (1760–1842)                              | 初代ウェルズリー侯 2代モーニントン伯 3代モーニントン男爵 リチャード・ウェルズリー (1760–1842)                              | 初代ウェルズリー侯 2代モーニントン伯 3代モーニントン男爵 リチャード・ウェルズリー (1760–1842)                              | 初代ウェルズリー侯 2代モーニントン伯 3代モーニントン男爵 リチャード・ウェルズリー (1760–1842)                              | | |                      |  | | | | | | | 3代モーニントン伯 4代モーニントン男爵 初代メアリーバラ男爵 ウィリアム・ウェルズリー＝ポール (1763-1845) | 3代モーニントン伯 4代モーニントン男爵 初代メアリーバラ男爵 ウィリアム・ウェルズリー＝ポール (1763-1845) | 3代モーニントン伯 4代モーニントン男爵 初代メアリーバラ男爵 ウィリアム・ウェルズリー＝ポール (1763-1845)              | 3代モーニントン伯 4代モーニントン男爵 初代メアリーバラ男爵 ウィリアム・ウェルズリー＝ポール (1763-1845)              | 3代モーニントン伯 4代モーニントン男爵 初代メアリーバラ男爵 ウィリアム・ウェルズリー＝ポール (1763-1845)              | 3代モーニントン伯 4代モーニントン男爵 初代メアリーバラ男爵 ウィリアム・ウェルズリー＝ポール (1763-1845)              | | |  |  | 初代ウェリントン公 初代シウダ・ロドリゴ公 アーサー・ウェルズリー (1769–1852) | 初代ウェリントン公 初代シウダ・ロドリゴ公 アーサー・ウェルズリー (1769–1852) | 初代ウェリントン公 初代シウダ・ロドリゴ公 アーサー・ウェルズリー (1769–1852) | 初代ウェリントン公 初代シウダ・ロドリゴ公 アーサー・ウェルズリー (1769–1852) | 初代ウェリントン公 初代シウダ・ロドリゴ公 アーサー・ウェルズリー (1769–1852) | 初代ウェリントン公 初代シウダ・ロドリゴ公 アーサー・ウェルズリー (1769–1852) |  |  | 初代カウリー男爵 ヘンリー・ウェルズリー (1773-1847) | 初代カウリー男爵 ヘンリー・ウェルズリー (1773-1847) | 初代カウリー男爵 ヘンリー・ウェルズリー (1773-1847) | 初代カウリー男爵 ヘンリー・ウェルズリー (1773-1847) | 初代カウリー男爵 ヘンリー・ウェルズリー (1773-1847) | 初代カウリー男爵 ヘンリー・ウェルズリー (1773-1847) |  |  |  |  |
|  |  |                      |                      |                      |                      |                      |                      |                                                                                               |                                                                                               | | | | | | |                      |  | | | | | | | | | カウリー伯爵家へ | | | | | |  |  |                                                                              |                                                                              |                                                                              |                                                                              |                                                                              |                                                                              |  |  |                                                     |                                                     |                                                     |                                                     |                                                     |                                                     |  |  |  |  |
|  |  |                      |                      |                      |                      |                      |                      |                                                                                               |                                                                                               | | | | | | |                      |  | | | | | | | | | | | | | | |  |  |                                                                              |                                                                              |                                                                              |                                                                              |                                                                              |                                                                              |  |  |                                                     |                                                     |                                                     |                                                     |                                                     |                                                     |  |  |  |  |
|  |  |                      |                      |                      |                      |                      |                      |                                                                                               |                                                                                               | | | | | | |                      |  | | | | | | | | | | | | | | |  |  |                                                                              |                                                                              |                                                                              |                                                                              |                                                                              |                                                                              |  |  |                                                     |                                                     |                                                     |                                                     |                                                     |                                                     |  |  |  |  |
|  |  |                      |                      |                      |                      |                      |                      |                                                                                               |                                                                                               | 4代モーニントン伯 5代モーニントン男爵 2代メアリーバラ男爵 ウィリアム・ポール＝ティルニー＝ロング＝ウェルズリー (1788-1857) | 4代モーニントン伯 5代モーニントン男爵 2代メアリーバラ男爵 ウィリアム・ポール＝ティルニー＝ロング＝ウェルズリー (1788-1857) | 4代モーニントン伯 5代モーニントン男爵 2代メアリーバラ男爵 ウィリアム・ポール＝ティルニー＝ロング＝ウェルズリー (1788-1857) | 4代モーニントン伯 5代モーニントン男爵 2代メアリーバラ男爵 ウィリアム・ポール＝ティルニー＝ロング＝ウェルズリー (1788-1857) | 4代モーニントン伯 5代モーニントン男爵 2代メアリーバラ男爵 ウィリアム・ポール＝ティルニー＝ロング＝ウェルズリー (1788-1857) | 4代モーニントン伯 5代モーニントン男爵 2代メアリーバラ男爵 ウィリアム・ポール＝ティルニー＝ロング＝ウェルズリー (1788-1857) |                      |  | 2代ウェリントン公 2代シウダ・ロドリゴ公 6代モーニントン伯 7代モーニントン男爵 アーサー・ウェルズリー (1807–1884)   | 2代ウェリントン公 2代シウダ・ロドリゴ公 6代モーニントン伯 7代モーニントン男爵 アーサー・ウェルズリー (1807–1884)   | 2代ウェリントン公 2代シウダ・ロドリゴ公 6代モーニントン伯 7代モーニントン男爵 アーサー・ウェルズリー (1807–1884)   | 2代ウェリントン公 2代シウダ・ロドリゴ公 6代モーニントン伯 7代モーニントン男爵 アーサー・ウェルズリー (1807–1884)   | 2代ウェリントン公 2代シウダ・ロドリゴ公 6代モーニントン伯 7代モーニントン男爵 アーサー・ウェルズリー (1807–1884)   | 2代ウェリントン公 2代シウダ・ロドリゴ公 6代モーニントン伯 7代モーニントン男爵 アーサー・ウェルズリー (1807–1884)   | | | チャールズ・ウェルズリー卿 (1808–1858)                                                                               | チャールズ・ウェルズリー卿 (1808–1858)                                                                               | チャールズ・ウェルズリー卿 (1808–1858)                                                                               | チャールズ・ウェルズリー卿 (1808–1858)                                                                               | チャールズ・ウェルズリー卿 (1808–1858)                                                                               | チャールズ・ウェルズリー卿 (1808–1858)                                                                               |  |  |                                                                              |                                                                              |                                                                              |                                                                              |                                                                              |                                                                              |  |  |                                                     |                                                     |                                                     |                                                     |                                                     |                                                     |  |  |  |  |
|  |  |                      |                      |                      |                      |                      |                      |                                                                                               |                                                                                               | 4代モーニントン伯 5代モーニントン男爵 2代メアリーバラ男爵 ウィリアム・ポール＝ティルニー＝ロング＝ウェルズリー (1788-1857) | 4代モーニントン伯 5代モーニントン男爵 2代メアリーバラ男爵 ウィリアム・ポール＝ティルニー＝ロング＝ウェルズリー (1788-1857) | 4代モーニントン伯 5代モーニントン男爵 2代メアリーバラ男爵 ウィリアム・ポール＝ティルニー＝ロング＝ウェルズリー (1788-1857) | 4代モーニントン伯 5代モーニントン男爵 2代メアリーバラ男爵 ウィリアム・ポール＝ティルニー＝ロング＝ウェルズリー (1788-1857) | 4代モーニントン伯 5代モーニントン男爵 2代メアリーバラ男爵 ウィリアム・ポール＝ティルニー＝ロング＝ウェルズリー (1788-1857) | 4代モーニントン伯 5代モーニントン男爵 2代メアリーバラ男爵 ウィリアム・ポール＝ティルニー＝ロング＝ウェルズリー (1788-1857) |                      |  | 2代ウェリントン公 2代シウダ・ロドリゴ公 6代モーニントン伯 7代モーニントン男爵 アーサー・ウェルズリー (1807–1884)   | 2代ウェリントン公 2代シウダ・ロドリゴ公 6代モーニントン伯 7代モーニントン男爵 アーサー・ウェルズリー (1807–1884)   | 2代ウェリントン公 2代シウダ・ロドリゴ公 6代モーニントン伯 7代モーニントン男爵 アーサー・ウェルズリー (1807–1884)   | 2代ウェリントン公 2代シウダ・ロドリゴ公 6代モーニントン伯 7代モーニントン男爵 アーサー・ウェルズリー (1807–1884)   | 2代ウェリントン公 2代シウダ・ロドリゴ公 6代モーニントン伯 7代モーニントン男爵 アーサー・ウェルズリー (1807–1884)   | 2代ウェリントン公 2代シウダ・ロドリゴ公 6代モーニントン伯 7代モーニントン男爵 アーサー・ウェルズリー (1807–1884)   | | | チャールズ・ウェルズリー卿 (1808–1858)                                                                               | チャールズ・ウェルズリー卿 (1808–1858)                                                                               | チャールズ・ウェルズリー卿 (1808–1858)                                                                               | チャールズ・ウェルズリー卿 (1808–1858)                                                                               | チャールズ・ウェルズリー卿 (1808–1858)                                                                               | チャールズ・ウェルズリー卿 (1808–1858)                                                                               |  |  |                                                                              |                                                                              |                                                                              |                                                                              |                                                                              |                                                                              |  |  |                                                     |                                                     |                                                     |                                                     |                                                     |                                                     |  |  |  |  |
|  |  |                      |                      |                      |                      |                      |                      |                                                                                               |                                                                                               | | | | | | |                      |  | | | | | | | | | | | | | | |  |  |                                                                              |                                                                              |                                                                              |                                                                              |                                                                              |                                                                              |  |  |                                                     |                                                     |                                                     |                                                     |                                                     |                                                     |  |  |  |  |
|  |  |                      |                      |                      |                      |                      |                      |                                                                                               |                                                                                               | 5代モーニントン伯 6代モーニントン男爵 3代メアリーバラ男爵 ウィリアム・ポール＝ティルニー＝ロング＝ウェルズリー (1813-1863) | 5代モーニントン伯 6代モーニントン男爵 3代メアリーバラ男爵 ウィリアム・ポール＝ティルニー＝ロング＝ウェルズリー (1813-1863) | 5代モーニントン伯 6代モーニントン男爵 3代メアリーバラ男爵 ウィリアム・ポール＝ティルニー＝ロング＝ウェルズリー (1813-1863) | 5代モーニントン伯 6代モーニントン男爵 3代メアリーバラ男爵 ウィリアム・ポール＝ティルニー＝ロング＝ウェルズリー (1813-1863) | 5代モーニントン伯 6代モーニントン男爵 3代メアリーバラ男爵 ウィリアム・ポール＝ティルニー＝ロング＝ウェルズリー (1813-1863) | 5代モーニントン伯 6代モーニントン男爵 3代メアリーバラ男爵 ウィリアム・ポール＝ティルニー＝ロング＝ウェルズリー (1813-1863) |                      |  | 3代ウェリントン公 3代シウダ・ロドリゴ公 7代モーニントン伯 8代モーニントン男爵 ヘンリー・ウェルズリー (1846–1900)   | 3代ウェリントン公 3代シウダ・ロドリゴ公 7代モーニントン伯 8代モーニントン男爵 ヘンリー・ウェルズリー (1846–1900)   | 3代ウェリントン公 3代シウダ・ロドリゴ公 7代モーニントン伯 8代モーニントン男爵 ヘンリー・ウェルズリー (1846–1900)   | 3代ウェリントン公 3代シウダ・ロドリゴ公 7代モーニントン伯 8代モーニントン男爵 ヘンリー・ウェルズリー (1846–1900)   | 3代ウェリントン公 3代シウダ・ロドリゴ公 7代モーニントン伯 8代モーニントン男爵 ヘンリー・ウェルズリー (1846–1900)   | 3代ウェリントン公 3代シウダ・ロドリゴ公 7代モーニントン伯 8代モーニントン男爵 ヘンリー・ウェルズリー (1846–1900)   | | | 4代ウェリントン公 4代シウダ・ロドリゴ公 8代モーニントン伯 9代モーニントン男爵 アーサー・ウェルズリー (1849–1934)     | 4代ウェリントン公 4代シウダ・ロドリゴ公 8代モーニントン伯 9代モーニントン男爵 アーサー・ウェルズリー (1849–1934)     | 4代ウェリントン公 4代シウダ・ロドリゴ公 8代モーニントン伯 9代モーニントン男爵 アーサー・ウェルズリー (1849–1934)     | 4代ウェリントン公 4代シウダ・ロドリゴ公 8代モーニントン伯 9代モーニントン男爵 アーサー・ウェルズリー (1849–1934)     | 4代ウェリントン公 4代シウダ・ロドリゴ公 8代モーニントン伯 9代モーニントン男爵 アーサー・ウェルズリー (1849–1934)     | 4代ウェリントン公 4代シウダ・ロドリゴ公 8代モーニントン伯 9代モーニントン男爵 アーサー・ウェルズリー (1849–1934)     |  |  |                                                                              |                                                                              |                                                                              |                                                                              |                                                                              |                                                                              |  |  |                                                     |                                                     |                                                     |                                                     |                                                     |                                                     |  |  |  |  |
|  |  |                      |                      |                      |                      |                      |                      |                                                                                               |                                                                                               | 5代モーニントン伯 6代モーニントン男爵 3代メアリーバラ男爵 ウィリアム・ポール＝ティルニー＝ロング＝ウェルズリー (1813-1863) | 5代モーニントン伯 6代モーニントン男爵 3代メアリーバラ男爵 ウィリアム・ポール＝ティルニー＝ロング＝ウェルズリー (1813-1863) | 5代モーニントン伯 6代モーニントン男爵 3代メアリーバラ男爵 ウィリアム・ポール＝ティルニー＝ロング＝ウェルズリー (1813-1863) | 5代モーニントン伯 6代モーニントン男爵 3代メアリーバラ男爵 ウィリアム・ポール＝ティルニー＝ロング＝ウェルズリー (1813-1863) | 5代モーニントン伯 6代モーニントン男爵 3代メアリーバラ男爵 ウィリアム・ポール＝ティルニー＝ロング＝ウェルズリー (1813-1863) | 5代モーニントン伯 6代モーニントン男爵 3代メアリーバラ男爵 ウィリアム・ポール＝ティルニー＝ロング＝ウェルズリー (1813-1863) | メアリーバラ男爵廃絶 |  | 3代ウェリントン公 3代シウダ・ロドリゴ公 7代モーニントン伯 8代モーニントン男爵 ヘンリー・ウェルズリー (1846–1900)   | 3代ウェリントン公 3代シウダ・ロドリゴ公 7代モーニントン伯 8代モーニントン男爵 ヘンリー・ウェルズリー (1846–1900)   | 3代ウェリントン公 3代シウダ・ロドリゴ公 7代モーニントン伯 8代モーニントン男爵 ヘンリー・ウェルズリー (1846–1900)   | 3代ウェリントン公 3代シウダ・ロドリゴ公 7代モーニントン伯 8代モーニントン男爵 ヘンリー・ウェルズリー (1846–1900)   | 3代ウェリントン公 3代シウダ・ロドリゴ公 7代モーニントン伯 8代モーニントン男爵 ヘンリー・ウェルズリー (1846–1900)   | 3代ウェリントン公 3代シウダ・ロドリゴ公 7代モーニントン伯 8代モーニントン男爵 ヘンリー・ウェルズリー (1846–1900)   | | | 4代ウェリントン公 4代シウダ・ロドリゴ公 8代モーニントン伯 9代モーニントン男爵 アーサー・ウェルズリー (1849–1934)     | 4代ウェリントン公 4代シウダ・ロドリゴ公 8代モーニントン伯 9代モーニントン男爵 アーサー・ウェルズリー (1849–1934)     | 4代ウェリントン公 4代シウダ・ロドリゴ公 8代モーニントン伯 9代モーニントン男爵 アーサー・ウェルズリー (1849–1934)     | 4代ウェリントン公 4代シウダ・ロドリゴ公 8代モーニントン伯 9代モーニントン男爵 アーサー・ウェルズリー (1849–1934)     | 4代ウェリントン公 4代シウダ・ロドリゴ公 8代モーニントン伯 9代モーニントン男爵 アーサー・ウェルズリー (1849–1934)     | 4代ウェリントン公 4代シウダ・ロドリゴ公 8代モーニントン伯 9代モーニントン男爵 アーサー・ウェルズリー (1849–1934)     |  |  |                                                                              |                                                                              |                                                                              |                                                                              |                                                                              |                                                                              |  |  |                                                     |                                                     |                                                     |                                                     |                                                     |                                                     |  |  |  |  |
|  |  |                      |                      |                      |                      |                      |                      |                                                                                               |                                                                                               | | | | | | |                      |  | | | | | | | | | | | | | | |  |  |                                                                              |                                                                              |                                                                              |                                                                              |                                                                              |                                                                              |  |  |                                                     |                                                     |                                                     |                                                     |                                                     |                                                     |  |  |  |  |
|  |  |                      |                      |                      |                      |                      |                      |                                                                                               |                                                                                               | | | | | | |                      |  | | | | | | | | | | | | | | |  |  |                                                                              |                                                                              |                                                                              |                                                                              |                                                                              |                                                                              |  |  |                                                     |                                                     |                                                     |                                                     |                                                     |                                                     |  |  |  |  |
|  |  |                      |                      |                      |                      |                      |                      |                                                                                               |                                                                                               | | | | | | |                      |  | 5代ウェリントン公 5代シウダ・ロドリゴ公 9代モーニントン伯 10代モーニントン男爵 アーサー・ウェルズリー (1876–1941)  | 5代ウェリントン公 5代シウダ・ロドリゴ公 9代モーニントン伯 10代モーニントン男爵 アーサー・ウェルズリー (1876–1941)  | 5代ウェリントン公 5代シウダ・ロドリゴ公 9代モーニントン伯 10代モーニントン男爵 アーサー・ウェルズリー (1876–1941)  | 5代ウェリントン公 5代シウダ・ロドリゴ公 9代モーニントン伯 10代モーニントン男爵 アーサー・ウェルズリー (1876–1941)  | 5代ウェリントン公 5代シウダ・ロドリゴ公 9代モーニントン伯 10代モーニントン男爵 アーサー・ウェルズリー (1876–1941)  | 5代ウェリントン公 5代シウダ・ロドリゴ公 9代モーニントン伯 10代モーニントン男爵 アーサー・ウェルズリー (1876–1941)  | | | 7代ウェリントン公 8代シウダ・ロドリゴ公 11代モーニントン伯 12代モーニントン男爵 ジェラルド・ウェルズリー (1885–1972) | 7代ウェリントン公 8代シウダ・ロドリゴ公 11代モーニントン伯 12代モーニントン男爵 ジェラルド・ウェルズリー (1885–1972) | 7代ウェリントン公 8代シウダ・ロドリゴ公 11代モーニントン伯 12代モーニントン男爵 ジェラルド・ウェルズリー (1885–1972) | 7代ウェリントン公 8代シウダ・ロドリゴ公 11代モーニントン伯 12代モーニントン男爵 ジェラルド・ウェルズリー (1885–1972) | 7代ウェリントン公 8代シウダ・ロドリゴ公 11代モーニントン伯 12代モーニントン男爵 ジェラルド・ウェルズリー (1885–1972) | 7代ウェリントン公 8代シウダ・ロドリゴ公 11代モーニントン伯 12代モーニントン男爵 ジェラルド・ウェルズリー (1885–1972) |  |  |                                                                              |                                                                              |                                                                              |                                                                              |                                                                              |                                                                              |  |  |                                                     |                                                     |                                                     |                                                     |                                                     |                                                     |  |  |  |  |
|  |  |                      |                      |                      |                      |                      |                      |                                                                                               |                                                                                               | | | | | | |                      |  | 5代ウェリントン公 5代シウダ・ロドリゴ公 9代モーニントン伯 10代モーニントン男爵 アーサー・ウェルズリー (1876–1941)  | 5代ウェリントン公 5代シウダ・ロドリゴ公 9代モーニントン伯 10代モーニントン男爵 アーサー・ウェルズリー (1876–1941)  | 5代ウェリントン公 5代シウダ・ロドリゴ公 9代モーニントン伯 10代モーニントン男爵 アーサー・ウェルズリー (1876–1941)  | 5代ウェリントン公 5代シウダ・ロドリゴ公 9代モーニントン伯 10代モーニントン男爵 アーサー・ウェルズリー (1876–1941)  | 5代ウェリントン公 5代シウダ・ロドリゴ公 9代モーニントン伯 10代モーニントン男爵 アーサー・ウェルズリー (1876–1941)  | 5代ウェリントン公 5代シウダ・ロドリゴ公 9代モーニントン伯 10代モーニントン男爵 アーサー・ウェルズリー (1876–1941)  | | | 7代ウェリントン公 8代シウダ・ロドリゴ公 11代モーニントン伯 12代モーニントン男爵 ジェラルド・ウェルズリー (1885–1972) | 7代ウェリントン公 8代シウダ・ロドリゴ公 11代モーニントン伯 12代モーニントン男爵 ジェラルド・ウェルズリー (1885–1972) | 7代ウェリントン公 8代シウダ・ロドリゴ公 11代モーニントン伯 12代モーニントン男爵 ジェラルド・ウェルズリー (1885–1972) | 7代ウェリントン公 8代シウダ・ロドリゴ公 11代モーニントン伯 12代モーニントン男爵 ジェラルド・ウェルズリー (1885–1972) | 7代ウェリントン公 8代シウダ・ロドリゴ公 11代モーニントン伯 12代モーニントン男爵 ジェラルド・ウェルズリー (1885–1972) | 7代ウェリントン公 8代シウダ・ロドリゴ公 11代モーニントン伯 12代モーニントン男爵 ジェラルド・ウェルズリー (1885–1972) |  |  |                                                                              |                                                                              |                                                                              |                                                                              |                                                                              |                                                                              |  |  |                                                     |                                                     |                                                     |                                                     |                                                     |                                                     |  |  |  |  |
|  |  |                      |                      |                      |                      |                      |                      |                                                                                               |                                                                                               | | | | | | |                      |  | | | | | | | | | | | | | | |  |  |                                                                              |                                                                              |                                                                              |                                                                              |                                                                              |                                                                              |  |  |                                                     |                                                     |                                                     |                                                     |                                                     |                                                     |  |  |  |  |
|  |  |                      |                      |                      |                      |                      |                      |                                                                                               |                                                                                               | 7代シウダ・ロドリゴ女公 アン・リース (1910–1998)                                                                           | 7代シウダ・ロドリゴ女公 アン・リース (1910–1998)                                                                           | 7代シウダ・ロドリゴ女公 アン・リース (1910–1998)                                                                           | 7代シウダ・ロドリゴ女公 アン・リース (1910–1998)                                                                           | 7代シウダ・ロドリゴ女公 アン・リース (1910–1998)                                                                           | 7代シウダ・ロドリゴ女公 アン・リース (1910–1998)                                                                           |                      |  | 6代ウェリントン公 6代シウダ・ロドリゴ公 10代モーニントン伯 11代モーニントン男爵 ヘンリー・ウェルズリー (1912–1943) | 6代ウェリントン公 6代シウダ・ロドリゴ公 10代モーニントン伯 11代モーニントン男爵 ヘンリー・ウェルズリー (1912–1943) | 6代ウェリントン公 6代シウダ・ロドリゴ公 10代モーニントン伯 11代モーニントン男爵 ヘンリー・ウェルズリー (1912–1943) | 6代ウェリントン公 6代シウダ・ロドリゴ公 10代モーニントン伯 11代モーニントン男爵 ヘンリー・ウェルズリー (1912–1943) | 6代ウェリントン公 6代シウダ・ロドリゴ公 10代モーニントン伯 11代モーニントン男爵 ヘンリー・ウェルズリー (1912–1943) | 6代ウェリントン公 6代シウダ・ロドリゴ公 10代モーニントン伯 11代モーニントン男爵 ヘンリー・ウェルズリー (1912–1943) | | | 8代ウェリントン公 9代シウダ・ロドリゴ公 12代モーニントン伯 13代モーニントン男爵 アーサー・ウェルズリー (1915–2014)   | 8代ウェリントン公 9代シウダ・ロドリゴ公 12代モーニントン伯 13代モーニントン男爵 アーサー・ウェルズリー (1915–2014)   | 8代ウェリントン公 9代シウダ・ロドリゴ公 12代モーニントン伯 13代モーニントン男爵 アーサー・ウェルズリー (1915–2014)   | 8代ウェリントン公 9代シウダ・ロドリゴ公 12代モーニントン伯 13代モーニントン男爵 アーサー・ウェルズリー (1915–2014)   | 8代ウェリントン公 9代シウダ・ロドリゴ公 12代モーニントン伯 13代モーニントン男爵 アーサー・ウェルズリー (1915–2014)   | 8代ウェリントン公 9代シウダ・ロドリゴ公 12代モーニントン伯 13代モーニントン男爵 アーサー・ウェルズリー (1915–2014)   |  |  |                                                                              |                                                                              |                                                                              |                                                                              |                                                                              |                                                                              |  |  |                                                     |                                                     |                                                     |                                                     |                                                     |                                                     |  |  |  |  |
|  |  |                      |                      |                      |                      |                      |                      |                                                                                               |                                                                                               | 7代シウダ・ロドリゴ女公 アン・リース (1910–1998)                                                                           | 7代シウダ・ロドリゴ女公 アン・リース (1910–1998)                                                                           | 7代シウダ・ロドリゴ女公 アン・リース (1910–1998)                                                                           | 7代シウダ・ロドリゴ女公 アン・リース (1910–1998)                                                                           | 7代シウダ・ロドリゴ女公 アン・リース (1910–1998)                                                                           | 7代シウダ・ロドリゴ女公 アン・リース (1910–1998)                                                                           |                      |  | 6代ウェリントン公 6代シウダ・ロドリゴ公 10代モーニントン伯 11代モーニントン男爵 ヘンリー・ウェルズリー (1912–1943) | 6代ウェリントン公 6代シウダ・ロドリゴ公 10代モーニントン伯 11代モーニントン男爵 ヘンリー・ウェルズリー (1912–1943) | 6代ウェリントン公 6代シウダ・ロドリゴ公 10代モーニントン伯 11代モーニントン男爵 ヘンリー・ウェルズリー (1912–1943) | 6代ウェリントン公 6代シウダ・ロドリゴ公 10代モーニントン伯 11代モーニントン男爵 ヘンリー・ウェルズリー (1912–1943) | 6代ウェリントン公 6代シウダ・ロドリゴ公 10代モーニントン伯 11代モーニントン男爵 ヘンリー・ウェルズリー (1912–1943) | 6代ウェリントン公 6代シウダ・ロドリゴ公 10代モーニントン伯 11代モーニントン男爵 ヘンリー・ウェルズリー (1912–1943) | | | 8代ウェリントン公 9代シウダ・ロドリゴ公 12代モーニントン伯 13代モーニントン男爵 アーサー・ウェルズリー (1915–2014)   | 8代ウェリントン公 9代シウダ・ロドリゴ公 12代モーニントン伯 13代モーニントン男爵 アーサー・ウェルズリー (1915–2014)   | 8代ウェリントン公 9代シウダ・ロドリゴ公 12代モーニントン伯 13代モーニントン男爵 アーサー・ウェルズリー (1915–2014)   | 8代ウェリントン公 9代シウダ・ロドリゴ公 12代モーニントン伯 13代モーニントン男爵 アーサー・ウェルズリー (1915–2014)   | 8代ウェリントン公 9代シウダ・ロドリゴ公 12代モーニントン伯 13代モーニントン男爵 アーサー・ウェルズリー (1915–2014)   | 8代ウェリントン公 9代シウダ・ロドリゴ公 12代モーニントン伯 13代モーニントン男爵 アーサー・ウェルズリー (1915–2014)   |  |  |                                                                              |                                                                              |                                                                              |                                                                              |                                                                              |                                                                              |  |  |                                                     |                                                     |                                                     |                                                     |                                                     |                                                     |  |  |  |  |
|  |  |                      |                      |                      |                      |                      |                      |                                                                                               |                                                                                               | | | | | | |                      |  | | | | | | | | | 9代ウェリントン公 10代シウダ・ロドリゴ公 13代モーニントン伯 14代モーニントン男爵 チャールズ・ウェルズリー (1945–)    | | | | | |  |  |                                                                              |                                                                              |                                                                              |                                                                              |                                                                              |                                                                              |  |  |                                                     |                                                     |                                                     |                                                     |                                                     |                                                     |  |  |  |  |
|  |  |                      |                      |                      |                      |                      |                      |                                                                                               |                                                                                               | | | | | | |                      |  | | | | | | | | | | | | | | |  |  |                                                                              |                                                                              |                                                                              |                                                                              |                                                                              |                                                                              |  |  |                                                     |                                                     |                                                     |                                                     |                                                     |                                                     |  |  |  |  |
|  |  |                      |                      |                      |                      |                      |                      |                                                                                               |                                                                                               | | | | | | |                      |  | | | | | | | | | デュロ侯(儀礼称号) アーサー・ウェルズリー (1978–) (法定推定相続人)                                                   | | | | | |  |  |                                                                              |                                                                              |                                                                              |                                                                              |                                                                              |                                                                              |  |  |                                                     |                                                     |                                                     |                                                     |                                                     |                                                     |  |  |  |  |
|  |  |                      |                      |                      |                      |                      |                      |                                                                                               |                                                                                               | | | | | | |                      |  | | | | | | | | | | | | | | |  |  |                                                                              |                                                                              |                                                                              |                                                                              |                                                                              |                                                                              |  |  |                                                     |                                                     |                                                     |                                                     |                                                     |                                                     |  |  |  |  |
|  |  |                      |                      |                      |                      |                      |                      |                                                                                               |                                                                                               | | | | | | |                      |  | | | | | | | | | モーニントン伯(儀礼称号) アーサー・ウェルズリー (2010–)                                                              | | | | | |  |  |                                                                              |                                                                              |                                                                              |                                                                              |                                                                              |                                                                              |  |  |                                                     |                                                     |                                                     |                                                     |                                                     |                                                     |  |  |  |  |